# Кокориха (Тверская область)
Кокориха — деревня в Кимрском районе Тверской области. Входит в состав Устиновского сельского поселения.

## География
Находится в юго-восточной части Тверской области на расстоянии приблизительно 23 км на север-северо-восток по прямой от районного центра города Кимры в левобережной части района.

## История
Известна была с 1851 года как вновь построенная деревня с 19 дворами, владение коллежской секретарши Екатерины Михайловны Нахимовой. В 1859 году здесь (деревня Корчевского уезда Тверской губернии) было учтено 19 дворов.

## Население
Численность населения: 158 человек (1851 год), 79 (1859 год), 7 (русские 100 %) 2002 году, 1 в 2010.